# Skarpen, Västmanland
Skarpen är en sjö i Hällefors kommun i Västmanland och ingår i Göta älvs huvudavrinningsområde.